# Охотники за шедеврами
«Охотники за шедеврами» или «Охота за вором антиквариата» (итал. Caccia al Ladro d'Autore) — итальянский детективный криминальный телесериал начала 1980-х годов. Его скорее можно считать многосерийным фильмом — за 1985—1986 годы вышло только 7 серий. Режиссёр фильма — Тонино Валерии. Фильмы из этого ряда были показаны по центральному телевидении сперва СССР, а затем и России.

## В ролях
- Джулиано Джемма — капитан Маффеи
- Ванни Корбеллини — бригадир Федерико Пленицио
- Флоренца Маркеджани
- Пьетро Блонди
- Франческо Де Роза
- Дениз Дюшен
- Эннио Фантастикини
- Грациано Джусти
- Альдо Менголини
- Грациа Скуччимарра

## Серии
Летающий лес (итал. La Foresta Che Vola)
- 20 ноября 1985 года, 56 мин.

Бравый капитан Маффеи начинает расследование своего первого дела, связанного с антиквариатом. Украдены ценные художественные миниатюры. Капитану удаётся поймать нерасторопных воров практически сразу. Осложняется дело тем, что хозяин особняка, где произошла кража, утверждает, что у него и в помине не было этих вещей.
Летающая стюардесса